# Sia (cantante)
Sia (AFI: [ˈsiːə]), pseudonimo di Sia Kate Isobelle Furler (Adelaide, 18 dicembre 1975), è una cantautrice australiana.
Inizia la sua carriera nella band acid jazz di Adelaide Crisp nel 2003. Quattro anni dopo, allo sciogliersi del gruppo, pubblica il suo album di debutto OnlySee, si trasferisce a Londra dove si unisce al duo britannico Zero 7. Negli anni seguenti pubblica gli album Healing Is Difficult nel 2000 e Colour the Small One, nel 2004, per poi trasferirsi a New York ed iniziare un tour negli Stati Uniti. Nel 2008 pubblica l'album Some People Have Real Problems e nel 2010 We Are Born, il quale dà inizio alla sua ascesa internazionale.
Nel 2014 mette in commercio il suo sesto album in studio, 1000 Forms of Fear, dal quale vengono estratti singoli di successo come Chandelier, Elastic Heart e Big Girls Cry. Questo album porta la cantante alla notorietà su scala globale e i singoli che ne fanno parte diventano brevemente delle hit. Chandelier nello specifico riscuote grande attenzione mediatica e riesce a scalare le classifiche globali, raggiungendo la top 5 di oltre 20 paesi, conquistando un triplo platino negli Stati Uniti e registrando vendite pari a milioni di copie. Nel 2016 pubblica quindi il suo settimo album in studio, This Is Acting, per poi lanciare una riedizione del disco, anticipata dalla hit The Greatest. Questo album supera il successo del precedente, scalando le classifiche di oltre 50 paesi e raggiungendo in breve tempo diversi milioni di copie vendute. Il brano più riconosciuto, Cheap Thrills, diventa uno dei più venduti nel 2016. Due anni dopo forma con il produttore Diplo e il cantautore inglese Labrinth un supergruppo chiamato LSD, con il quale pubblica un album omonimo nel 2019.
Contemporaneamente alla carriera da solista, Sia consegue una proficua carriera da compositrice e autrice pop per conto di altri artisti. Nel 2011 interpreta e co-scrive Titanium insieme al dj David Guetta, singolo che accresce notevolmente la fama della cantante. Ha anche collaborato con la maggior parte dei più importanti e influenti artisti musicali, fra i quali Madonna, Céline Dion, Beyoncé, Rihanna, Katy Perry, Adele, Britney Spears, Cher, Shakira, Kylie Minogue, The Weeknd, Eminem, Arca e Kanye West, ricevendo inoltre le attenzioni e la stima di cantanti quali Prince, Amy Winehouse e Christina Aguilera. Per tale ragione, risulta essere fra le autrici pop di maggior successo degli ultimi tempi.
Premiata sin dagli esordi con diversi riconoscimenti, ha ottenuto fra i tanti anche nove ARIA Awards ed un MTV Video Music Award. Inoltre è stata nominata a nove Grammy, due BRIT Awards e altrettanti Golden Globe. Alla fine del 2014 era la 1ª persona australiana più ricca sotto la soglia di età dei 40 anni, con un guadagno complessivo di $990 milioni.

## Biografia
(Sia Furler)
Sia nasce ad Adelaide, in Australia, il 18 dicembre 1975 crescendo in una famiglia di musicisti: il padre Phil suonava in diversi gruppi, mentre la madre Loene Furler era cantautrice (entrambi i genitori militavano nel gruppo rockabilly The Soda Jerx) e docente d'arte. Cugina del musicista australiano Peter Furler, Sia è inoltre cresciuta a contatto con Colin Hay, membro dei Men at Work.

### 1996-2006: gli esordi,Healing is DifficulteColour the Small One

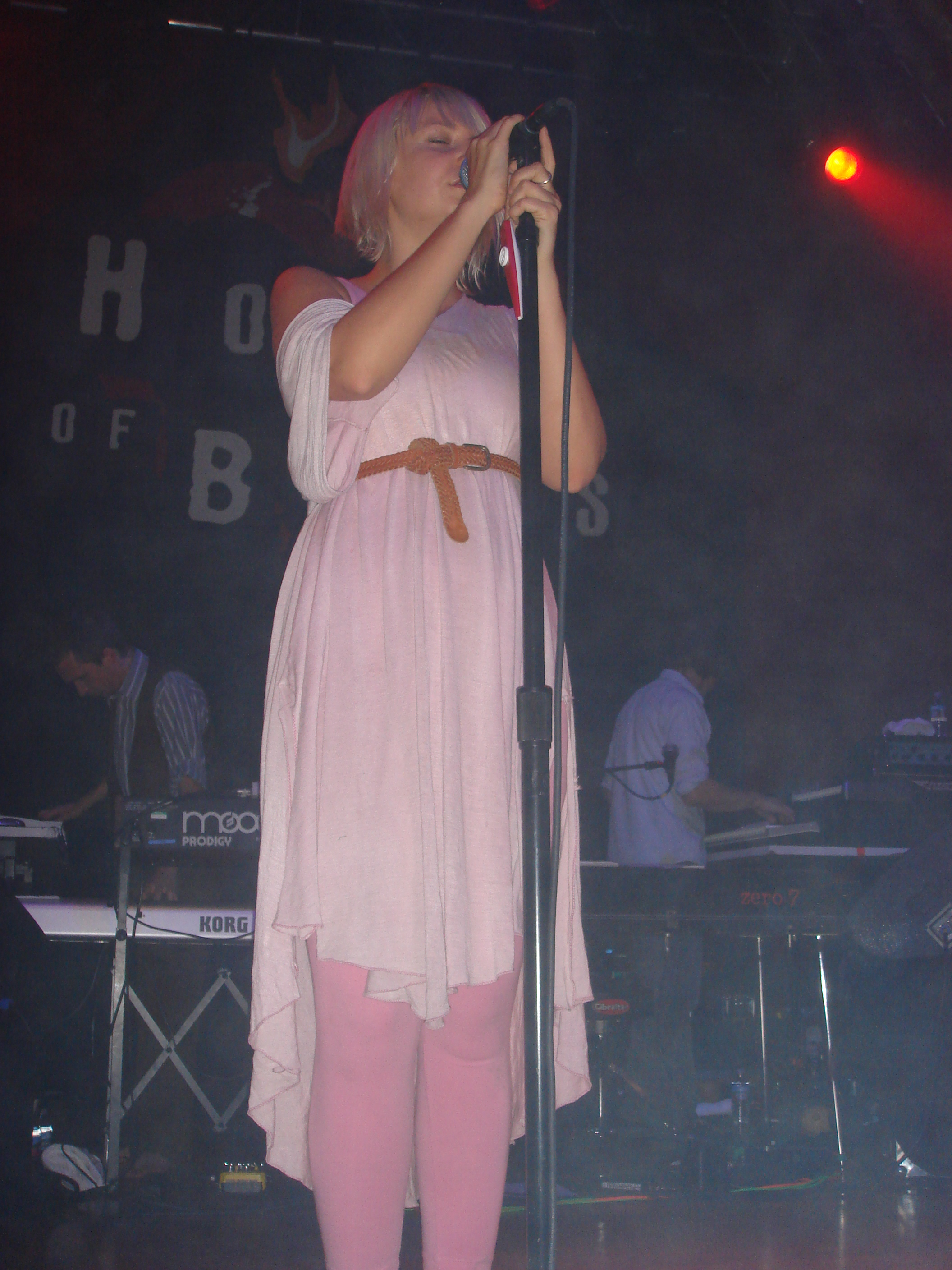
Sia in un'esibizione con gli Zero 7 a San Diego nel 2006

Ha fatto parte di una formazione indie di acid jazz chiamata Crisp, che pubblica due album intitolati Word and the Deal (1996) e Delirium (1997). In seguito, nel 1997, dopo che la band si sciolse, Sia avvia una propria carriera musicale solista e pubblica un album intitolato OnlySee con la Flavoured Records, un'etichetta discografica indipendente ora non più in attività. L'album è un particolare connubio di brani trip hop, scritti da Sia (alcuni con la collaborazione del produttore) e prodotti da Jesse Flavell. L'album è l'unico che vede in copertina il nome completo della cantante.
Nel 2000 firma un contratto con la Sony Music tramite la sotto-etichetta DancePool. Ciò portò alla pubblicazione dell'album Healing is Difficult, un mix eclettico di R&B e jazz. L'album tratta, tra le altre cose, della morte del fidanzato Dan Pontifex, perito in un incidente stradale. Healing is Difficult viene accolto positivamente dalla critica e porta Sia ad esser definita come la nuova Lauryn Hill o Nelly Furtado. Il disco include brani in seguito diventati popolari nel Regno Unito: Drink to Get Drunk e Little Man, oltre al singolo Taken for Granted (numero 10 nella Official Singles Chart). L'album per altro riesce ad accedere alla Australian Album Chart, e alcuni dei suoi singoli entrano anche nelle classifiche tedesche e irlandesi. Tuttavia, in seguito a conflitti con la casa discografica, Sia lasciò la Sony Music e stipulò un contratto con la Beat Records, una consociata della Universal Music Group. Nel 2001, Sia fa inoltre da cantante agli Zero 7 all'interno dei loro singoli Destiny e Distractions contenuti nel loro album di debutto, Simple Things. Di questi brani, Destiny riscuote discreto successo nel Regno Unito, raggiungendo la posizione numero 30 della classifica singoli.

Nel 2003 Sia pubblica un EP dal titolo Don't Bring Me Down, che viene anche utilizzato come brano di chiusura del film francese 36 Quai des Orfèvres. Il suo terzo album, intitolato Colour the Small One, viene pubblicato in Australia nel gennaio 2004 e in Europa l'anno seguente. Quest'ultimo raggiunge la posizione numero 26 della Billboard 200, e la posizione numero 14 della US Top Heatseekers (Billboard). L'album è un downtempo che vede Sia impegnata in un misto di strumenti acustici e di elettronica tanto da far sì che venga paragonata ad artiste come Dido e Sarah McLachlan. Diverse tracce sono scritte con la collaborazione di Beck e Samuel Dixon, mentre l'album è prodotto da Jimmy Hogarth. L'album riceve recensioni generalmente positive dalla critica specializzata. Nel 2004 viene pubblicato il secondo album degli Zero 7, When it Falls, che vede Sia dar voce a Somersault e Speed Dial No. 2. Anche questi singoli riescono a classificarsi nel Regno Unito.

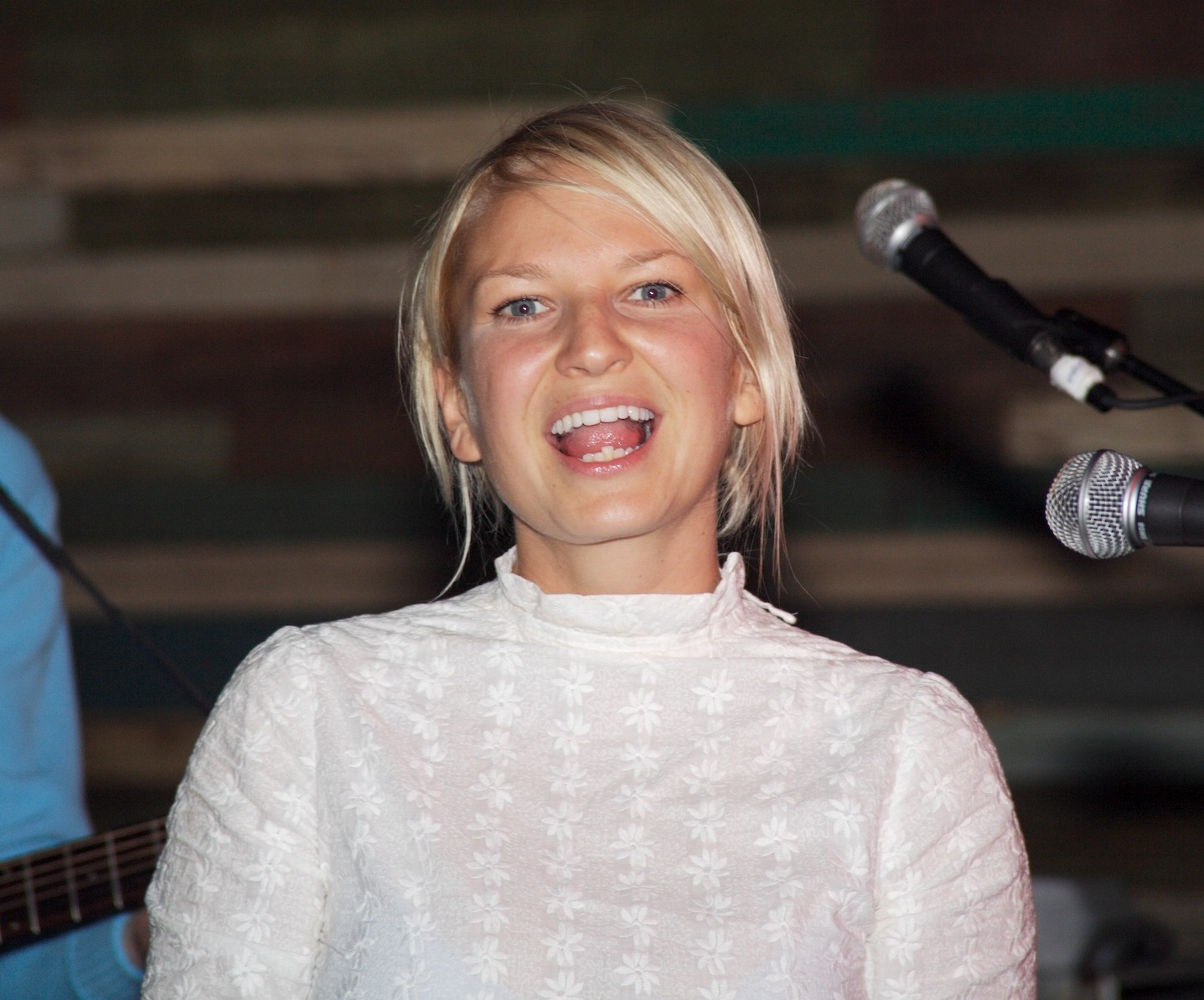
Sia durante un'esibizione ad Austin nel 2006

Agli inizi del 2005, Sia si separa dalla Beat Records, delusa dallo scarso impegno di quest'ultima nel promuovere l'album. Nel mentre il brano Breathe Me comincia a ottenere notorietà a livello internazionale grazie all'inserimento della canzone nell'episodio finale della serie televisiva Six Feet Under. Il singolo difatti riscuote particolare successo anche nei due maggiori mercati musicali: nel Regno Unito (dove raggiunge il disco di platino) e negli USA, dove riesce a vendere oltre 1.2 milioni di copie, conquistando così il disco di platino. La canzone viene accreditata alla Astralwerks (che produce anche la colonna sonora del telefilm) e, grazie all'accoglienza positiva, tutti i diritti di Colour the Small One vengono acquisiti dalla stessa, che ripubblicherà l'album per gli Stati Uniti all'inizio del 2006. Nel novembre 2005 registra Sweet One in duetto con la cantante australiana Katie Noonan ed i The Captains.
Sia va in tournée nel corso del 2006, promuovendo l'album e anche la pubblicazione in DVD della quinta stagione di Six Feet Under. La ripubblicazione statunitense del disco contiene quattro tracce bonus: Broken Biscuit (dall'EP Don't Bring Me Down), Sea Shells (la B-side di Breathe Me nel Regno Unito) e due versioni remixate da Four Tet e Ulrich Schnauss di Breathe Me.
Sempre nel 2006 registra una cover del brano dei Radiohead Paranoid Android inserita nell'album-tributo Exit Music: Songs with Radio Heads. Il terzo album degli Zero 7, The Garden,  viene pubblicato nel maggio 2006, e vede sei collaborazioni con la Furler, tra le quali due canzoni (Throw it All Away e You're My Flame) pubblicate come singoli nel Regno Unito e in Nord America.

### 2007-2009:Lady Croissant eSome People Have Real Problems

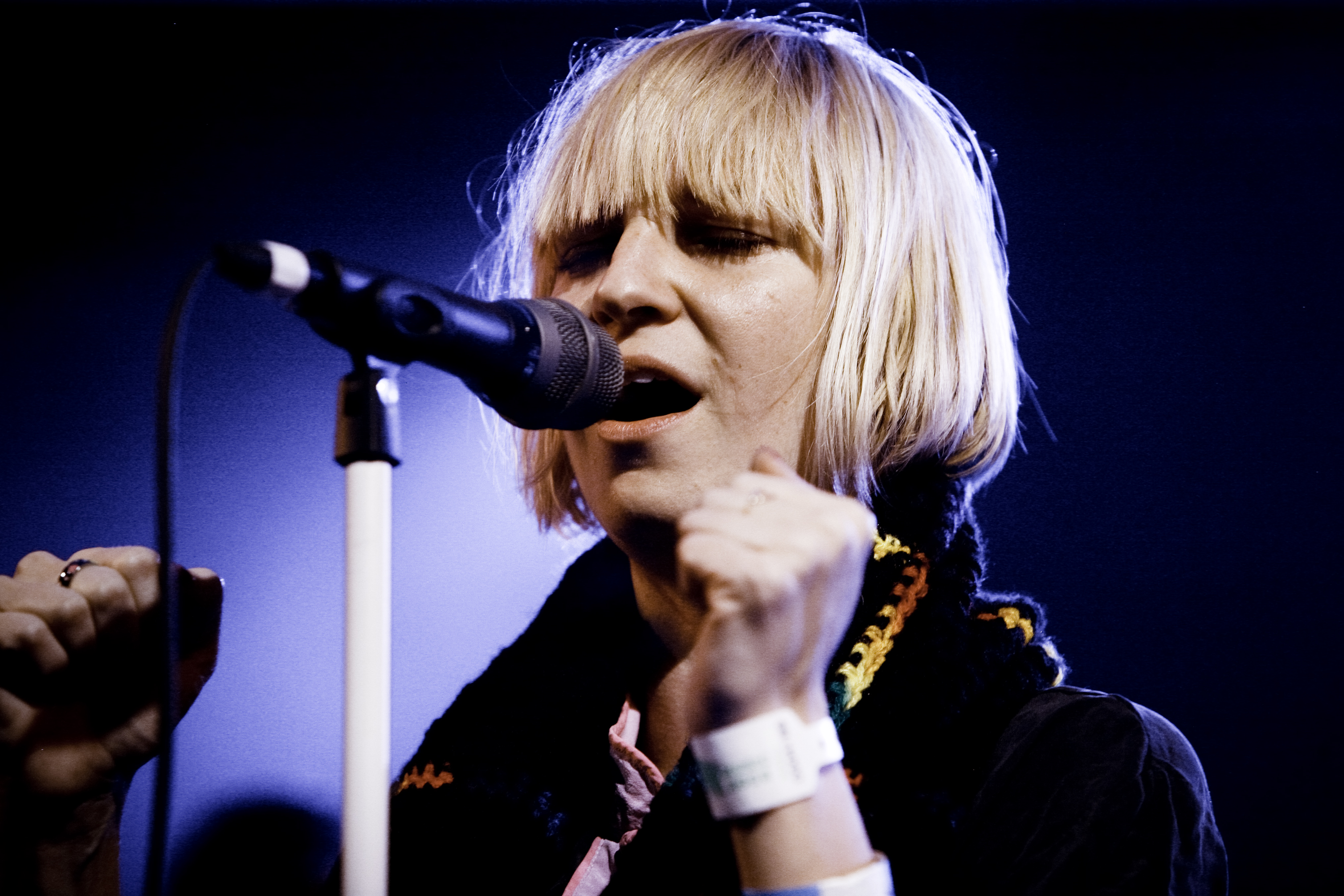
Sia in concerto nel 2008

Il 3 aprile 2007 Lady Croissant, il suo terzo LP, viene pubblicato negli Stati Uniti e in Australia; all'interno vede otto canzoni dal vivo e una nuova traccia registrata in studio (Pictures). Nel novembre 2007, l'EP Day Too Soon viene pubblicato su iTunes; include le tracce Day Too Soon, Buttons, The Girl You Lost to Cocaine e un remix di Day Too Soon, oltre a otto tracce live registrate durante un'esibizione della cantante al Bowery Ballroom nell'aprile 2006. Successivamente l'album viene anche pubblicato nel Regno Unito, dove riscuote un discreto successo. L'album viene recensito positivamente dalla critica specializzata; nello specifico Marisa Brown di AllMusic definisce le performance della cantautrice ricche e passionali.
Il quarto album di Sia, Some People Have Real Problems (numero 26 nella Billboard 200), viene pubblicato nel gennaio 2008. Il primo singolo Day Too Soon, nel 2009, venne inserito nel settimo episodio della seconda stagione di True Blood, così come il brano Little Black Sandals, che venne incluso in un episodio del telefilm Private Practice. L'album riesce a entrare nelle classifiche australiane, inglesi e francesi, mentre i singoli che ne fanno parte riescono anche ad accedere alle classifiche spagnole e tedesche, coronando l'album come un successo di calibro internazionale.
L'8 gennaio 2008 Sia eseguì The Girl You Lost to Cocaine al Late Night with Conan O'Brien. Nell'agosto 2008 il brano Breathe Me fu pubblicato dalla Coca-Cola nello spot andato in onda durante le Olimpiadi di Pechino. Nell'ottobre dello stesso anno la Furler eseguì due canzoni allo show della BBC2 Later... with Jools Holland. Il suo video Soon We'll Be Found fu pubblicato sulla homepage di iTunes Music Store con la possibilità di scaricare gratuitamente la versione ad alta risoluzione. La sommatoria di tutto ciò aumentò notevolmente la visibilità della cantante.
Nel maggio 2009 inoltre viene pubblicato il DVD TV Is My Parent, che include un concerto tenuto a New York nel settembre 2007, quattro videoclip e delle scene di backstage.

### 2009-2013:We Are Borne la fama mondiale

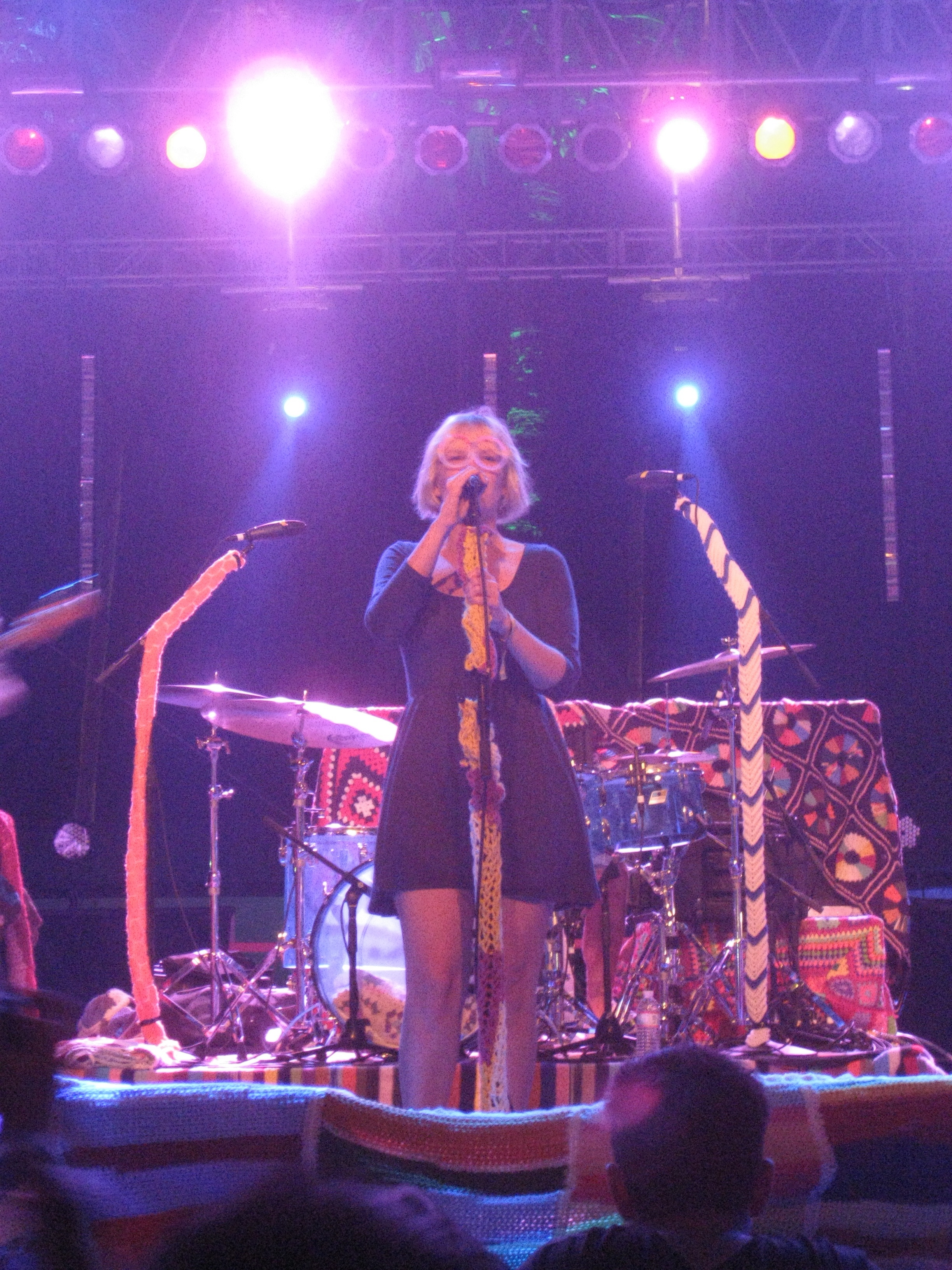
Sia durante il We Meaning You Tour nel 2010

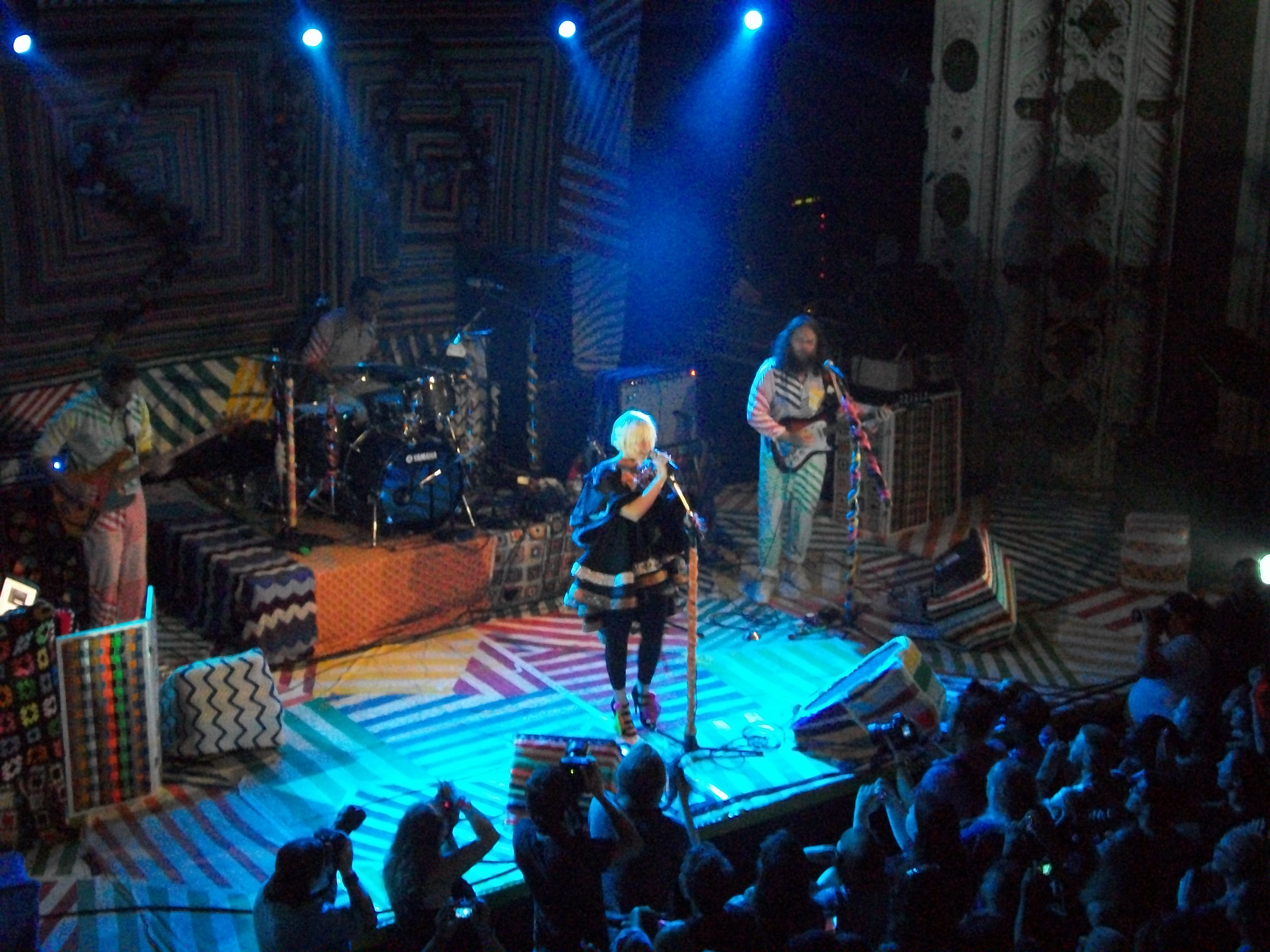
Sia in un'esibizione nel 2011

Nel 2009 contribuisce alla realizzazione di due brani presenti nell'album I Told You I Was Freaky dei Flight of the Conchords, ovvero Carol Brawn e You Don't Have to Be a Prostitute.
Fra il 2009 e il 2010 Sia collabora con Christina Aguilera e Samuel Dixon per la realizzazione dell'album Bionic (2010). Inoltre i tre scrivono il brano Bound to You inserito nella colonna sonora del film Burlesque, interpretato dalla Aguilera con Cher e candidato ai Golden Globe 2010 nella categoria Miglior canzone originale. 
Il quinto album in studio di Sia, intitolato We Are Born, viene pubblicato nel giugno 2010 e vede una crescita di positività e ottimismo nella ritmica di alcuni brani. Il primo singolo facente parte dell'album, intitolato You've Changed, viene pubblicato a dicembre 2009 e si classifica 31º in Australia; il secondo invece, Clap Your Hands, viene pubblicato ad aprile 2010 e anticipa di qualche settimana l'uscita dell'album. Questo singolo riscuote successo su scala internazionale, posizionandosi 17º in Australia, decimo nei Paesi Bassi e 27º in Svizzera. Diversi brani di questo album vengono nuovamente utilizzati per serie televisive e telefilm (come The Vampire Diaries, Gossip Girl, Rookie Blue). L'intero progetto del disco, certificato disco d'oro in Australia dopo essersi posizionato al secondo posto, permette alla cantante di ricevere sei nomination agli ARIA Music Awards e di attuare il suo debutto nella nazione. L'album nel complesso riscuote discreto successo internazionale, entrando nelle classifiche di 15 paesi.  Nel 2010 canta con David Byrne e Fatboy Slim nel CD 2 dell'album Here Lies Love. Un brano da lei interpretato (My Love) fa parte della colonna sonora del film The Twilight Saga: Eclipse (2010). Con My Love Sia inizia a farsi conoscere da un pubblico più ampio.

Nel maggio del 2011 Sia partecipa alla prima edizione di The Voice Us come consigliera di Christina Aguilera, che era un giudice in quell'anno.

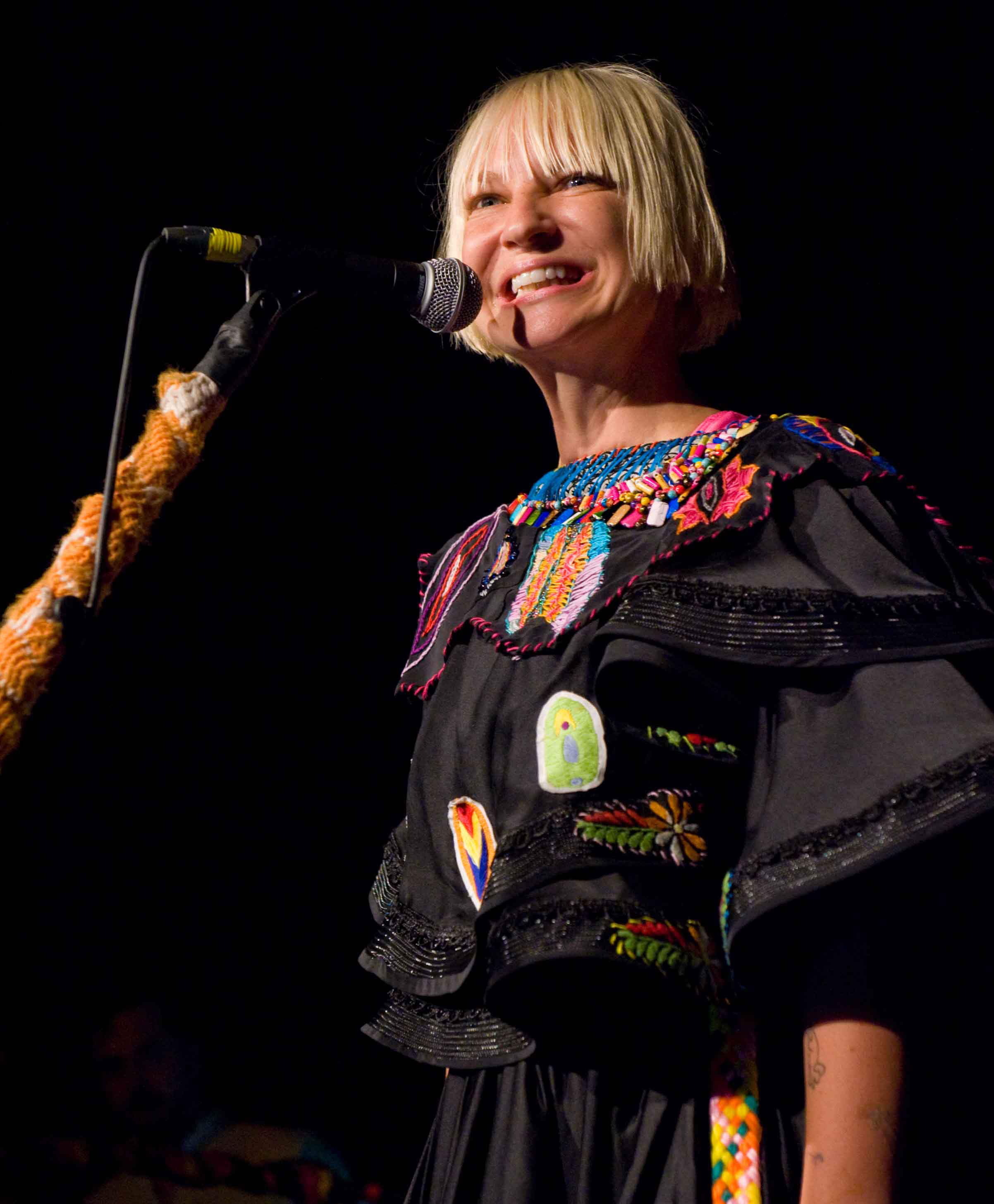
Sia durante un'esibizione a Seattle nel 2011.

Dopo aver intrapreso una serie di concerti fra Nord America, Europa ed Oceania (parte integrante del We Meaning You Tour del 2010), Sia, nel marzo 2012 pubblica una retrospettiva intitolata Best Of… in Australia; inoltre il brano Kill and Run viene inserito nella colonna sonora del film Il grande Gatsby.
Già dopo la pubblicazione di We Are Born, Sia aveva maturato l'idea di ritirarsi dalle scene musicali e di concentrarsi esclusivamente nella carriera da cantautrice.
Quindi interpreta e co-scrive il brano Titanium, originariamente pensato per Alicia Keys, ma in seguito inviato a David Guetta che ha pertanto scelto la cantante per interpretare il brano, il quale verrà pubblicato nel corso del 2011, venendo inserito nell'album del dj Nothing but the Beat. Il singolo riscuote un buon successo mediatico e finisce in vetta alle classifiche globali. Difatti nei soli Stati Uniti vende circa 4 milioni di copie e oltre 7 milioni e mezzo su scala globale, risultando quindi essere fra i maggiori successi della cantante, nonché il brano che ne ha lanciato la carriera e che la portò alla notorietà su scala mondiale. Il brano viene tutt'oggi eseguito dalla cantante nei tour in una versione acoustic che vede l'accompagnamento del solo piano.
Nel 2012 collabora nuovamente con Christina Aguilera in una traccia del disco Lotus, ovvero Blank Page, brano che riscuoterà discreto successo soprattutto in Sud Corea.
La sua collaborazione con Guetta prosegue nel 2012 per la ripubblicazione dell'album, in cui è presente il brano She Wolf (Falling to Pieces), anch'esso diventato in breve tempo una hit e che contribuì ad accrescere in un breve arco di tempo la fama della cantante, fatto che la destabilizzò. Cantò poi nella canzone Wild Ones dell'album omonimo di Flo Rida, la quale raggiunse la vetta delle classifiche nordamericane e globali, vendendo un totale di circa 6 milioni e mezzo di copie (di cui 3,5 negli USA) e confermandosi un ulteriore successo per la cantautrice. Questo singolo infatti figurò fra i 5 più venduti di quell'anno. Lo stesso anno collabora con Hilltop Hoods per la canzone I Love It.
Nel 2012 partecipa al disco Unapologetic di Rihanna coscrivendo il singolo Diamonds. La scrittura di questo singolo coronò la sua carriera da compositrice, aumentando la sua fama e procurandole in seguito collaborazioni di alto livello. Il singolo infatti riscosse successo in tutto il mondo, giungendo a oltre 7,5 milioni di copie vendute, e accrescendo così anche la fama di Rihanna, facendone decollare la carriera. Nel 2013 partecipa alla scrittura di diversi brani, fra cui la Pretty Hurts di Beyoncé.
Dal 2012 al 2013 collabora con Tegan and Sara per l'album Heartthrob e con Ne-Yo in qualità di coautrice del singolo Let Me Love You (Until You Learn to Love Yourself). È anche coautrice dei brani Radioactive di Rita Ora, Perfume e Passenger di Britney Spears nonché presente nei vocals delle canzoni, Loved Me Back to Life di Céline Dion, Strange Birds di Birdy, Green Card di Oh Land, Standing on the Sun di Beyoncé, Double Rainbow di Katy Perry, Breathe di Jessie J e di tre brani di Lea Michele presenti nell'album Louder (2013).
Nel 2013 Sia è poi coautrice e interprete del pezzo Beautiful Pain inserito nella deluxe edition del disco The Marshall Mathers LP 2 di Eminem; con quest'ultimo collabora anche nel 2014 con la pubblicazione di Guts Over Fear il 25 agosto. Questo singolo riscuote grande successo su scala mondiale e viene accompagnato da un video musicale che vede la collaborazione della modella Winnie Harlow, la quale, con la caratteristica parrucca bionda, interpreta Sia nel videoclip insieme ad Eminem stesso. Il singolo, inoltre, raggiunge il disco d'oro negli Stati Uniti.

### 2014-2016:1000 Forms of FeareThis Is Acting
Nel marzo 2014 pubblica il singolo Chandelier, il quale riscuote grande successo a livello mondiale, tanto da raggiungere la top 10 di diversi Paesi del mondo e da vendere, nei soli Stati Uniti, circa 3 milioni di copie. Si esibisce con tale singolo presso il The EllenDegeneres Show, il Saturday Night Live e diversi altri importanti Show noti a livello internazionale.
Grazie appunto all'elevata promozione su scala globale, il singolo riesce a vendere in breve tempo milioni di copie, mentre il video racimola circa 2 miliardi di visualizzazioni, figurando fra i più visti di sempre sulla piattaforma. A luglio 2014 viene pubblicato il sesto album, dal titolo 1000 Forms of Fear, prodotto da Greg Kurstin. Il disco ha debuttato in cima alla Billboard 200 vendendo 52 000 copie nella sua prima settimana. A partire da gennaio 2015, l'album ha venduto 177 000 copie negli Stati Uniti ed è stato in seguito premiato con la certificazione di disco d'oro nel Paese. L'album è stato un successo in tutto il mondo, raggiungendo la posizione numero uno nelle classifiche australiane e raggiungendo la top ten delle classifiche in numerosi stati europei.
È stato certificato disco di platino sia da parte della British Phonographic Industry che della Australian Recording Industry Association. Nello stesso anno la cantante estrae due altri singoli inclusi nell'album 1000 Forms of Fear, dal titolo di Eye of the Needle (promozionale) e Big Girls Cry. Il video di quest'ultimo, che vede un'esibizione della ballerina Maddie Ziegler, riscuote notevole attenzione mediatica. La presenza della giovane ballerina nei tre video di Chandelier, Elastic Heart e Big Girls Cry ha generato oltre 3 miliardi di visualizzazioni complessive su YouTube. In un'intervista con il magazine Interview Sia ha spiegato che il desiderio di nascondere il suo volto sia nei video musicali che nelle apparizioni pubbliche è maturato dal forte bisogno della cantante di seguire uno stile di vita che non sia tipico di una celebrità.
Il 5 dicembre 2014 riceve quattro nomination ai Grammy Awards 2015 per il singolo Chandelier e l'8 febbraio 2015 si esibisce durante la manifestazione proprio con quest'ultimo brano.

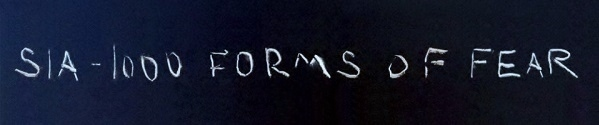
Il logo di 1000 Forms of Fear

Nel 2014 Sia inoltre collabora attivamente alla colonna sonora del film Annie - La felicità è contagiosa, scrivendo e interpretando You're Never Fully Dressed Without a Smile, Little Girls e Opportunity. Quest'ultimo riceve particolare attenzione da parte della critica, tanto da portarle una seconda nomination ai Golden Globe come Best Original Song. Anche You're Never Fully Dressed Without a Smile riscuote un discreto successo, e viene anche accompagnato da un videoclip musicale.
Il 7 gennaio 2015 viene pubblicato il singolo Elastic Heart, nel cui video c'è nuovamente la partecipazione di Maddie Ziegler con l'attore Shia LaBeouf. Il video del brano è stato particolarmente criticato sui social-media a causa della danza interpretativa eseguita dai due attori all'interno di una gabbia, con La Beouf a torso nudo con soli boxer color carne e la bambina con un body dello stesso colore, pertanto è stato accusato da molti di pedofilia costringendo Sia a scusarsi pubblicamente con coloro che si sono sentiti offesi tramite il suo profilo Twitter. Dal più dei maggiori giornali musicali internazionali il brano è invece stato apprezzato e ritenuto artistico. Il The Guardian nello specifico ha affermato che le accuse di pedofilia fossero ridicole e infondate, nonché segno di ignoranza e disinformazione. Il singolo difatti ottiene successo su scala globale, tanto da superare le 2 milioni di copie vendute solamente negli USA e da far sì il video divenisse fra i più visti dell'anno su YouTube. Il brano è stato eseguito con il cantante The Weeknd e con la collaborazione del dj Diplo ed è entrato a far parte della colonna sonora della saga cinematografica Hunger Games.
Nel febbraio 2015 il suo brano Salted Wound entra a far parte della colonna sonora del film Cinquanta sfumature di grigio.

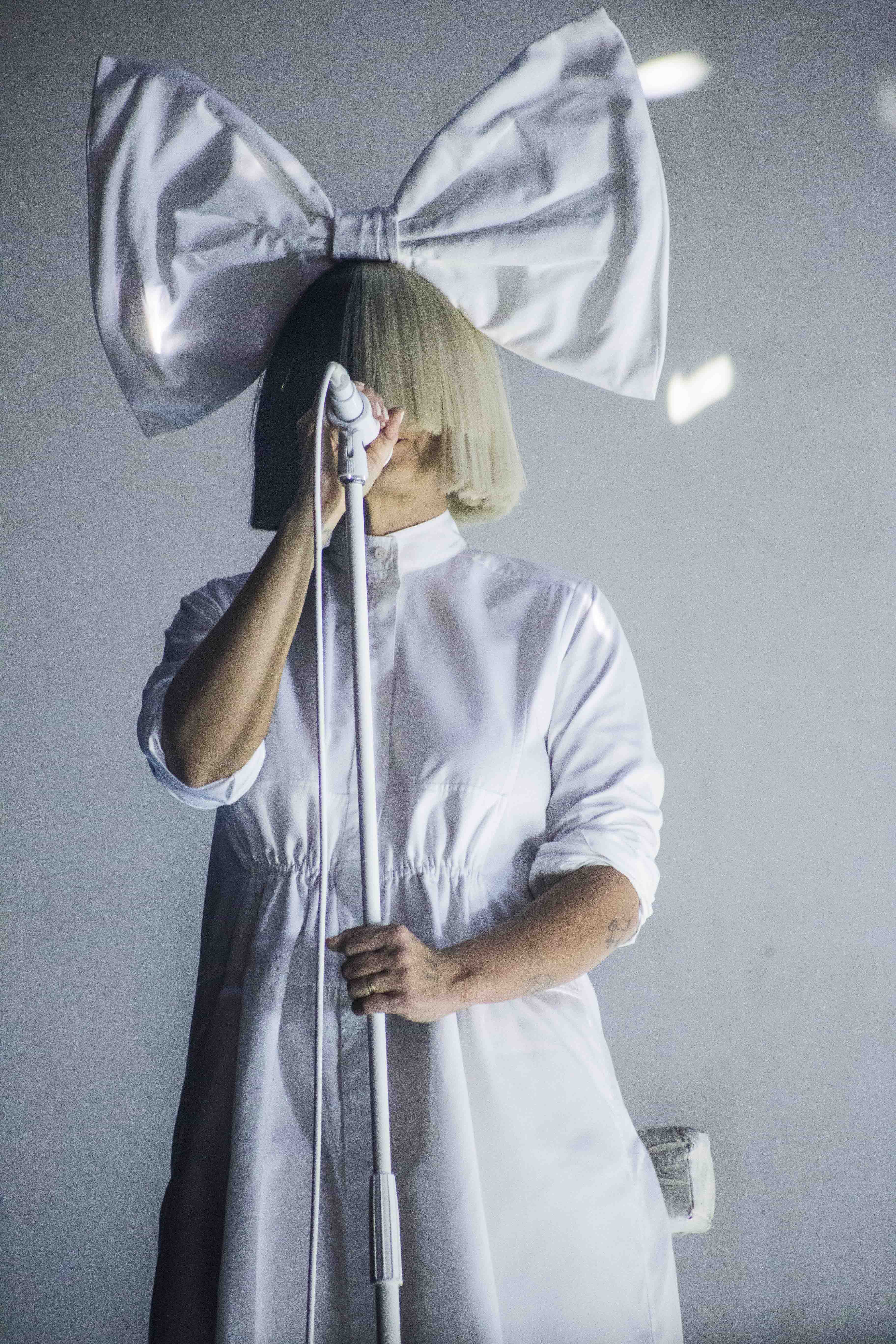
Sia in un concerto a Boston nel 2016

Nel 2015 collabora all'album Déjà vu di Giorgio Moroder con il singolo omonimo pubblicato il 17 aprile. Sempre nello stesso anno canta insieme a Fetty Wap in Bang My Head di David Guetta. Anche questo singolo come i precedenti scritti in collaborazione con David Guetta, fa successo su scala internazionale, tanto da raggiungere il disco d'oro negli Stati Uniti.
Sempre nel 2015 collabora con Adele alla scrittura e alla composizione del brano Alive, inizialmente pensato per la cantante britannica, la quale però decise di cederlo a Sia ritenendolo inadatto alla sua voce ed al suo stile caratteristico.
Scrive poi Round Your Little Finger insieme a Katharine McPhee per l'album Hyteria, e Rock Bottom, su richiesta del cantante stesso, per Marco Mengoni, singolo che entrerà a far parte dell'album Le cose che non ho.
In un'intervista con NME, Sia rivela di aver completato l'album seguente e che esso si sarebbe intitolato This Is Acting. Inoltre afferma che il progetto sarà molto più pop rispetto al suo predecessore. Furler ha anche detto che 1000 Forms of Fear è stato pubblicato in modo che potesse rispettare il precedente accordo stipulato con la sua casa discografica e che potesse quindi semplicemente scrivere per altri artisti, ma il successo del disco l'ha spinta a continuare a scrivere la propria musica.
Nel maggio 2015 incide una cover del brano California Dreamin' dei The Mamas & the Papas per la colonna sonora del film San Andreas, in uscita nello stesso periodo e con protagonista Dwayne Johnson.
Come aveva già annunciato agli inizi di settembre 2015 durante la 72ª Mostra internazionale d'arte cinematografica di Venezia, il 24 dello stesso mese viene pubblicato il singolo Alive, primo estratto del suo settimo album This Is Acting e accompagnato da un rispettivo video musicale. Il 3 novembre 2015 Sia pubblica il singolo Bird Set Free, che anticipa il nuovo album in uscita il 29 gennaio 2016. Dal 27 novembre è possibile preordinare This Is Acting ricevendo all'istante i due singoli e due brani inediti dell'album: One Million Bullets e Cheap Thrills. Con la sua uscita, This Is Acting raggiunge le vette in oltre 50 Paesi e per la sua promozione la cantante si esibisce al GMA con il singolo promozionale Reaper, e al Tonight Show con il singolo Cheap Thrills.
Si esibisce inoltre in molteplici altri importanti spettacoli, tanto da portare l'album ad una vendita complessiva di oltre 2 milioni di copie, facendolo risultare fra i più riusciti del 2016 e degli ultimi anni.
Il 10 febbraio 2016 viene pubblicato il lyric video di Cheap Thrills in collaborazione con Sean Paul e il giorno dopo viene formalizzata la sua pubblicazione. Il brano è stato seguito poi anche da un video musicale con protagonista Maddie Ziegler. Il singolo riscuote immediato successo su scala globale, toccando la vetta delle classifiche in diversi paesi europei come Francia, Svezia, Germania, Irlanda ed Italia e la top 5 in Regno Unito, e generando circa 1.4 miliardi di visualizzazioni su YouTube fra Lyric ed Edit video. Dopo un'iniziale tiepida accoglienza, la canzone nell'estate del 2016 riesce a dominare anche le classifiche nordamericane: giunge infatti al vertice delle graduatorie canadesi e di quelle statunitensi, riscuotendo in entrambi i Paesi la sua prima numero uno in termini di vendite. Vengono poi incise molteplici versioni remix del singolo che vedono le collaborazioni di vari dj.

Viene inoltre registrata una versione con la collaborazione del cantante statunitense Nicky Jam.

Il logo di This is Acting

La canzone è risultata fra le più vendute dell'anno e degli ultimi decenni su scala globale. Il singolo infatti, come ha esposto la IFPI nel suo sommario annuale, ha venduto circa 12 milioni di copie su scala mondiale, tanto da diventare fra le canzoni più riuscite della cantautrice ed entrare nella lista dei singoli più venduti al mondo.
Il singolo inoltre, con circa 900 milioni di streaming, risulta il più ascoltato al mondo su Spotify, fra quelli di cantanti donne. Il record viene poi battuto da Camila Cabello con Havana.
Il 17 aprile 2016, in occasione del Coachella Valley Music and Arts Festival, Sia si esibisce con una performance che in breve tempo diventa virale. Essa viene definita anche come "uno fra i migliori momenti dell'intera storia del Coachella" e ha rappresentato il primo concerto della cantante dal 2011.
Nel luglio 2016 collabora con il rapper statunitense Kanye West in Wolves. La canzone promuove la linea di abbigliamento della casa di moda francese Balmain e vede anche la collaborazione del rapper Vic Mensa e della modella Kim Kardashian.
Il 6 settembre 2016 pubblica il nuovo singolo dal titolo The Greatest nel cui video, pubblicato lo stesso giorno, compare nuovamente Maddie Ziegler. Il brano è stato eseguito live per la prima volta dalla cantante il giorno seguente, durante l'annuale evento autunnale organizzato dall'azienda informatica statunitense Apple. Questo singolo acquisisce in breve tempo notorietà su scala internazionale, ottenendo il disco d'oro negli USA e raggiungendo la vetta delle graduatorie europee. The Greatest è contenuto nella versione "deluxe" dell'album This is Acting, pubblicato il 21 ottobre 2016; il quale si arricchisce di nuove tracce come "Confetti", "Midnight Decisions", "Jesus Wept" e il remix di "Move Your Body" in collaborazione con il Dj Alan Walker.
Nel 2016 canta il brano Unforgettable di Irving Gordon per la colonna sonora del film Disney Pixar Alla ricerca di Dory. Questo brano viene presentato anche al The Ellen DeGeneres Show, per promuovere il film e la sua colonna sonora.
Nel 2016 inoltre co-scrive Try Everything insieme alla cantante colombiana Shakira. Il singolo entra a far parte della colonna sonora del cartone Zootropolis e ottiene notevole successo e attenzione mediatica, ottenendo, fra le altre, una candidatura ai Grammy Award come  Best Song Written for Visual Media.
Sempre nel 2016 dà seguito alla collaborazione con la cantante barbadiana Rihanna, scrivendo con lei Sledgehammer, brano che entrerà a far parte della colonna sonora di Star Trek Beyond.
Il 2 dicembre 2016 pubblica il singolo Angel by the Wings facente parte della colonna sonora del documentario La principessa e l'aquila. Inoltre nel 2016 pubblica il singolo Never Give Up facente parte della colonna sonora del film Lion. Questo singolo verrà accompagnato da un lyric video, pubblicato sul canale YouTube della cantante.

### 2017:Everyday is Christmas
Agli inizi del 2017 Sia pubblica il singolo inedito Helium, facente parte della colonna sonora del film Cinquanta sfumature di nero. Il brano debutta direttamente nella top 10 dei singoli su iTunes, riscuotendo un discreto successo entro i confini statunitensi. Nel corso dello stesso anno collabora con il rapper Labrinth per la colonna sonora del film Wonder Woman raggiungendo in breve tempo il vertice della classifica iTunes negli USA. Nel marzo 2017 pubblica un nuovo singolo intitolato Waterfall, in collaborazione con la cantautrice statunitense Pink e prodotto da Stargate.
Nella produzione del brano, come evidenziato dalla rivista Billboard, si evince anche la collaborazione del Dj statunitense Diplo e di Jr. Blender.
Nel 2017 collabora con la cantante statunitense Katy Perry co-scrivendo e partecipando vocalmente al brano Chained to the Rhythm, il quale riscuote notevole successo mediatico. Con questo singolo la cantante dà seguito alle precedenti collaborazioni con Katy Perry, cantante con la quale ha instaurato anche un solido rapporto di amicizia.
A giugno del 2017 Sia pubblica sul suo canale YouTube promozionale un nuovo singolo intitolato Free Me con annesso un video musicale. Il video vede la collaborazione delle attrici Zoe Saldana e Julianne Moore. Tutti i ricavati del singolo vengono devoluti alla Abzyme Research Foundation, che si occupa della prevenzione e la cura dell'AIDS.
Nel settembre 2017 collabora con il cantante britannico Zayn per il suo nuovo singolo Dusk Till Dawn. Il brano ha visto nell'immediato un notevole successo, primeggiando la classifica mondiale di iTunes a distanza di pochi giorni dalla sua pubblicazione. Il videoclip del singolo, pubblicato su YouTube il 7 settembre 2017, è stato girato con la collaborazione del regista Marc Webb e dell'attrice Jemima Kirke. Sia non appare nel videoclip del singolo.
Il 19 settembre 2017 Sia pubblica il singolo Rainbow, inserito nella colonna sonora del film My Little Pony; film nel quale Sia doppia uno dei personaggi. Nel videoclip del singolo, pubblicato sul canale della cantautrice, appare la ballerina Maddie Ziegler, impegnata in una coreografia sull'acqua.

Nel 2017 per altro Sia stipula un nuovo contratto discografico con la Atlantic Records. I 2 CEO della casa discografica commentarono così l'arrivo della cantautrice nella loro major:
(Craig Kallman e Julie Greenwald)
Il 30 ottobre 2017 viene pubblicato il singolo Santa's Coming For Us, che anticipa l'album natalizio in uscita. Il brano si caratterizza per dei tocchi jazz in un'atmosfera tipicamente pop, per altro in corrispondenza al genere natalizio. La canzone raggiunge nell'immediato un discreto successo, arrivando al nono posto della classifica Billboard Holiday Song. Ne segue l'uscita di Snowman, ulteriore singolo volto ad anticipare l'album in uscita reso disponibile a partire dal 9 Novembre 2017. Quindi, dopo alcuni post sui social che ne anticipavano l'uscita, nel novembre 2017 la cantante pubblica l'album Everyday is Christmas, composto da dieci brani a tema natalizio scritti da Sia con Greg Kurstin tempo prima. L'album vede anche la collaborazione della ballerina Maddie Ziegler. Seguono alla sua pubblicazione tre date in Oceania, sempre rientranti nel Nostalgic for the Present Tour, in alcuni dei maggiori stadi del continente.
L'album riceve nell'immediato recensioni particolarmente positive dalla critica specializzata, in particolare da CrypticRock (che assegna all'album 5 stelle su 5), The Fader (che evidenzia in particolare l'originalità dell'album) ed AllMusic. Everyday is Christmas viene definito un album innovativo e originale, pronto a rivoluzionare la musica natalizia tramite uno stile più attuale e adatto ad attirare una porzione più ampia di ascoltatori.
Per la promozione dell'album Sia si esibisce al The Ellen DeGeneres Show il 13 dicembre, con il singolo Snowman. Parteciperà all'esibizione a tema natalizio anche la ballerina Maddie Ziegler. La cantautrice si esibirà con il medesimo singolo anche alla finale di The Voice US, nella quale canterà anche il singolo Titanium insieme a una delle concorrenti del talent.
Verso la fine dell'anno esce poi la pellicola di animazione My Little Pony - Il film la cui colonna sonora presenta due tracce scritte da Sia. Nel film appare inoltre un personaggio chiaramente ispirato alla cantante australiana di nome Songbird Serenade. Nel dicembre dello stesso anno Sia riceve un'altra candidatura per i Grammy Award come best song written for visual media per il singolo Never Give Up, rientrante nella colonna sonora del film Lion - La strada verso casa.

### 2018-presente: LSD
Il 25 gennaio 2018 pubblica il remix del suo singolo Helium, in collaborazione con i DJ David Guetta e Afrojack, impiegato nella sua campagna pubblicitaria contro l'AIDS svolta in collaborazione con MAC.
Il 22 marzo 2018 pubblica con David Guetta il singolo Flames.
Nell'aprile del 2018, Sia entra a far parte del supergruppo LSD (acronimo di Labrinth, Sia, Diplo), formato insieme al DJ Diplo ed il cantante inglese Labrinth. Il supergruppo pubblica i singoli Genius e Audio.
Nell'agosto 2018 viene annunciato il suo coinvolgimento nella realizzazione della colonna sonora del film Vox Lux.
Durante lo stesso mese Sia fa uscire con gli LSD il singolo Thunderclouds, il quale riscuote nell'immediato grande successo internazionale, ottenendo il disco d'oro negli Stati Uniti e scalando le classifiche di oltre 30 paesi. Dopo aver reso disponibili i singoli promozionali No New Friends e Mountains, il supergruppo pubblica quindi l'album omonimo LSD nell'aprile 2019.
Il 2 maggio 2020 è uscito Saved My Life, co-scritto con Dua Lipa. Il 20 dello stesso mese è stata la volta di Together, estratto del suo nono album Music, mentre il 21 agosto di una cover del brano Riding On My Bike, estratto dall'album At Home With The Kids, un progetto dell'associazione umanitaria Children In Need. Nelle settimane successive, Sia collabora nuovamente con David Guetta nel brano Let's Love, pubblica il singolo da solista Courage to Change e duetta con Leslie Odom Jr nel brano Cold.

## Vita privata
Nel corso di una puntata del The Late Late Show with James Corden, ha affermato di aver attraversato un periodo di depressione a seguito della morte del fidanzato Dan Pontifex, dal quale è uscita solo dopo diversi anni. Sempre in esso, afferma di aver sofferto di alcolismo e abuso di droghe differenti. Tra il 2014 e il 2016 è stata sposata con il documentarista statunitense Erik Lang.
Nel 2023 si è sposata presso la villa Olivetta di Domenico Dolce e Stefano Gabbana, a Portofino, con Dan Bernad. Nello stesso anno rivela di essere autistica.
Si dichiara vegana.
Sia ha annunciato di aver adottato nel 2019 due ragazzi adolescenti, mentre nel luglio 2020, è diventata nonna di due gemelli.

## Stile musicale e influenze
Sia viene principalmente collegata al genere pop, tuttavia in vari brani emergono anche tocchi di acid jazz, mentre nei primi singoli vi erano degli accenni al trip hop e molteplici altri generi musicali.
La cantautrice inizia la sua carriera nei Crisp, una band australiana di nicchia con la quale si lega all'acid jazz.
Successivamente, a partire dagli anni 2000, dà inizio alla sua carriera da solista e con il singolo Taken for Granted si lega al genere trip hop, riscuotendo maggior successo e acquisendo maggior importanza nel panorama musicale australiano.
A seguire entra a far parte degli Zero 7, un duo inglese con il quale si avvicina alla musica elettronica, al downtempo e al chillout.
Prosegue poi la sua carriera da solista con Colour the Small One (2004) e Some People Have Real Problems (2007). Con il primo dei due si lega al jazz e alla folktronica, anche se con il brano di maggior successo dell'album, Breathe Me, si avvicina anche al rock alternativo e alla power ballad. Questo album risulta più introspettivo rispetto al precedente e nei testi sono evidenti alcune insicurezze della cantante in quel periodo.
Con il secondo invece, ovvero Some People Have Real Problems, inizia a riscuotere successo anche negli Stati Uniti e ricevendo recensioni particolarmente positive dai maggiori critici. Nei brani dell'album Sia cambia tema, facendo riferimento ai problemi che spesso colpiscono la persone comuni (come dice il nome stesso dell'album), affrontando ad esempio temi quali l'utilizzo di sostanze stupefacenti.
Nel 2009 Sia abbandona gli Zero 7, lasciandosi alle spalle la musica elettronica e dedicandosi interamente alla sua carriera da solista.
Nel 2010 infatti esce We Are Born, un album con il quale Sia inserisce elementi new wave, al syntpop e all'R&B, riprendendo i temi utilizzati nel precedente album, alternati ad altri più introspettivi, il tutto accompagnato da ritmi più incalzanti ed allegri, forti del legame ormai consolidato con il pop. Questo album accresce notevolmente la fama della cantante, legandola ad una fascia più ampia di pubblico.
Nel 2014 Sia, forte dei successi globali degli anni precedenti (Titanium, Wild Ones, She Wolf, brani marcatamente pop, con dei tocchi di electro house nelle collaborazioni con David Guetta) e ormai diventata una popstar, fa uscire 1000 Forms of Fear. L'album consolida definitivamente il suo legame con il pop (con dei tratti di elettropop) ed è trainato dalla hit Chandelier, che vede la cantante affrontare il tema dell'alcolismo. Il brano, candidato a 5 Grammy, diventa uno dei più celebri della cantante. Nell'album vi sono inoltre brani quali Dressed in Black trattanti per lo più la forza interiore e l'amore, o One Million Bullets, più introspettivo e con un'atmosfera più drammatica.
Successivamente, nel 2016, esce This Is Acting, un album che rappresenta la conclusione di un percorso musicale che vede la cantante rientrare nel genere pop, a seguito di un alternarsi di generi musicali. L'album alterna vari temi, a partire dalla hit Cheap Thrills dai sentori più reggae e un testo più leggero, a finire con Alive, un brano elettropop redatto con Adele dal testo più profondo e introspettivo narrante la vita di Adele stessa. Vi sono poi brani come Reaper (scritto e prodotto con Kanye West), che tratta un tema più particolare riflettente in un mirato ragionamento sulla vita quotidiana o Bird Set Free, un brano più introspettivo che rappresenta un connubio delle ragioni di vita della cantante.
Infine, nel 2017, esce Everyday Is Christmas, un album che vede la cantante per la prima volta impegnata nel genere natalizio. L'album si compone da 10 brani nei quali è evidente l'influenza pop e il ritorno all'acid jazz, uniti a formare delle canzoni natalizie che alternano temi e testi più profondi ad altri più leggeri.

### Estensione vocale
Sia ha un'estensione vocale di 3 ottave e un tono (Sib 2 - Do 6). Ha una voce considerata dai critici musicali da soprano, caratterizzata da un vibrato veloce, con la capacità di cantare sia note molto gravi che note estremamente acute, facendo sì che la voce sia adattabile a vari contesti musicali. Riesce a raggiungere la nota Do 6.

## Immagine
La cantante, in tutte le esibizioni e video musicali, generalmente indossa una parrucca biondo platino e nera a caschetto che le copre il volto fino a sotto il naso, lasciando vedere solamente la bocca. Tale parrucca è ormai diventata il principale segno di riconoscimento della cantante. Spesso nelle esibizioni la parrucca è sovrastata da grandi fiocchi o cappelli.
Fino al 2014 la cantante era nota su scala mondiale per le sue collaborazioni, tuttavia nei video musicali di queste ultime non appariva mai, pertanto risultava una cantante senza volto. In quell'anno però, per presentare il suo singolo Chandelier, si mostra per la prima volta in una esibizione in Tv dopo anni, presso il The Ellen Degeneres Show. Qui si esibisce cantando di spalle, con la parrucca biondo platino, mentre la ballerina Maddie Ziegler riproduce in diretta la coreografia del video che avrà un notevole successo. A seguito dell'enorme quantità di visite del video Chandelier (2,7 miliardi di visualizzazioni su YouTube e vendite pari a vari milioni di copie) e della sua esibizione al The Ellen Degeneres Show (che raccoglie quasi 50 milioni di visualizzazioni su YouTube), la cantante sceglie di continuare ad esibirsi con la parrucca biondo platino.
Si esibirà con quest'ultima anche in altre occasioni come la cerimonia dei Grammy Awards, e si presenterà con questa anche alla cerimonia degli Oscar.
La cantante rivelò poi che la scelta di indossare tale parrucca è dovuta a un bisogno da parte sua di mantenere, almeno in parte, la sua privacy, e quindi non essere riconosciuta in pubblico. Ha inoltre rivelato di voler concentrare la sua immagine pubblica sulla sua musica, e non sul suo aspetto fisico. Tale bisogno di privacy deriva da vari episodi traumatici che la cantante subì negli anni e che la portarono a sviluppare un'avversione verso la fama.
Ad oggi la parrucca è diventata iconica e viene frequentemente utilizzata per parodiare o imitare la cantautrice.
Grazie alla fama riscossa dalla cantante, la parrucca utilizzata da Maddie Ziegler nel video di Chandelier, nonché parte del testo originale di questo singolo, sono esposti nel Rock & Roll Hall of Fame Museum.
Inoltre, per il medesimo motivo, in Adelaide (città natale della cantante) è stato fondato un Istituto Musicale (facente parte del complesso delle Università di Adelaide) portante il suo nome, vale a dire il Sia Furler Institute for Contemporary Music and Media.
Secondo quanto rivelato da Sia in un'intervista al Rolling Stone nel 2008, la cantante australiana è stata anche di ispirazione per la cantautrice britannica Amy Winehouse, che, ascoltandola da quando era adolescente, rifiutò una collaborazione con lei descrivendosi intimorita dalla sua forza di scrittura.

## Altre iniziative
Sia rivela nell'autunno 2015 di aver scritto e diretto una sceneggiatura basata su una storia da lei redatta nel 2007. Nell'agosto 2017 trapelano nuove informazioni sul film, intitolato Sister, che la cantautrice aveva annunciato alla Mostra del Cinema di Venezia nel 2015. Il film sarà diretto dalla cantautrice stessa, e vedrà nel cast l'attrice statunitense Kate Hudson e la ballerina Maddie Ziegler. Il film sarà girato a Los Angeles e avrà una trama drammatica che concerne il mondo delle sostanze stupefacenti e i problemi che ne derivano. Sia e il suo ex-marito hanno inoltre co-diretto un documentario sulla vita della cantautrice, chiamato Progetto documentario Sia senza titolo.
Sia fornisce la sua voce per lo show South Park nelle diciottesima stagione. Nell'episodio tre intitolato The Cissy, interpreta la voce di Lorde in una canzone parodia intitolata Push (Feeling good on a Wednesday). La somiglianza ha convinto molti spettatori che Lorde avesse fornito la sua voce per la canzone. Sia ha scritto Angel by the Wings, la canzone per il film La principessa e l'aquila, che è stata premiata nel 2016 al Sundance Film Festival. Nel 2016 Sia ha inoltre eseguito una cover del brano Blackbird dei The Beatles per la serie originale Netflix intitolata Beat Bugs.
Nel 2021 gira il film Music, stroncato dalla critica e vincitore di tre Razzie awards, e ne pubblica la colonna sonora.
Nel 2023 viene annunciata la sua partecipazione al musical teatrale tratto dal film Burlesque nelle vesti di produttrice di musica inedita.

## Discografia

### Album in studio
- 1997 – OnlySee
- 2001 – Healing Is Difficult
- 2004 – Colour the Small One
- 2008 – Some People Have Real Problems
- 2010 – We Are Born
- 2014 – 1000 Forms of Fear
- 2016 – This Is Acting
- 2017 – Everyday is Christmas
- 2019 – LSD
- 2021 – Music - Songs from and Inspired by the Motion Picture
- 2024 – Reasonable Woman

## Videografia

### 1998-2008: Gli inizi conBreathe Me
I video musicali risalenti agli inizi della carriera musicale della cantautrice, vedevano Sia coinvolta in elaborati video. Il più caratteristico di questa fascia temporale è senz'altro quello di Breathe Me, il quale si compone di 2500 foto circa messe in sequenza e riprese da una videocamera. Altro importante videoclip è quello di Soon We'll Be Found, dove la cantante si esprime con il linguaggio dei segni, attirando l'attenzione di diverse riviste di critica specializzate.
I video iniziali erano caratterizzati da un basso utilizzo di animazioni e computer grafica, e da un budget medio. In questo lasso temporale in ogni caso Sia registrò pochi videoclip, poiché per altro non ancora particolarmente diffusi.

### 2009-2013: Le collaborazioni
Nei video del 2009 (data di iscrizione a YouTube con VEVO della cantante) il viso della cantante veniva ancora mostrato ed essi celavano specifici significati legati alla canzone, come fosse raccontata con le immagini. In questi video la cantante viene mostrata in varie vesti e vi è sempre carenza di animazioni. In questo arco di tempo la cantante risulta per lo più occupata in collaborazioni con altri artisti, nei video dei quali si preclude sempre di apparire. Delle collaborazioni della cantante, il videoclip più conosciuto è quello di Titanium, trattante il tema della forza interiore e la capacità di andare avanti tramite metafore.
Altro video diventato celebre è quello di She Wolf (Falling to Pieces), nuovamente frutto di una collaborazione con David Guetta trattante le donne e le loro virtù. Nel video la donna viene metaforicamente rappresentata come una lupa.

### 2014-presente:Chandelier, Maddie Ziegler e la fama mondiale
Fino al 2014 la cantante non pubblica alcun video musicale, impegnata nella sua carriera come compositrice e nelle collaborazioni con vari artisti. Nel corso di quest'anno però esce la hit Chandelier, con annesso il video musicale, che vede per la prima volta apparire Maddie Ziegler. In breve tempo il video diventa virale su scala mondiale, risultando fra i più visti di quell'anno e di sempre, ottenendo circa di 2 miliardi di visualizzazioni. Sia, da questo momento in poi, non apparirà più in nessun video musicale, se non di spalle o celata dalla sua parrucca. Questo video riceve notevoli apprezzamenti da parte della critica specializzata.
A questo videoclip seguono quelli di Elastic Heart e di Big Girls Cry, entrambi con Maddie Ziegler impegnata in elaborate coreografie di danza.
Successivamente vengono caricati su YouTube altri tre video musicali: Cheap Thrills, The Greatest e Rainbow, che seguono la stessa linea, con danze interpretative (spesso con vari ballerini ad affiancare la Ziegler), privi di effetti grafici e girati in luoghi spogli o dalle parvenze fatiscenti (come in The Greatest).
Nel complesso i video musicali della cantante riscuotono grande successo su YouTube, racimolando nel complesso (includendo i video featuring) un totale di circa 11 miliardi di visualizzazioni.
Nel 2019, grazie ai videoclip di Cheap Thrills, Chandelier, Dusk Till Dawn, Elastic Heart e Titanium, diventa la prima cantante donna nella storia a raggiungere il miliardo di visualizzazioni su YouTube con 5 singoli differenti.

## Tournée
- 2010/11 – We Meaning You Tour
- 2011 – We Are Born Tour
- 2016/17 – Nostalgic for the Present Tour

## Filmografia

### Attrice
- Annie - La felicità è contagiosa (Annie), regia di Will Gluck (2014)
- Transparent – serie TV, episodio 2x09 (2015)
- Music, regia di Sia (2021)

### Doppiatrice
- My Little Pony - Il film (My Little Pony: The Movie), regia di Jayson Thiessen (2017)
- C'era una volta il Principe Azzurro (Charming), regia di John H. Williams (2018)
- Scooby-Doo and Guess Who? – serie animata, episodio 1x13 (2019)
- South Park-serie animata Randy Marsh nel ruolo di Lorde cantato (2014)

### Regista
- Music (2021)

### Sceneggiatrice
- Music (2021)

### Produttrice
- Vox Lux, regia di Brady Corbet (2018)
- Music (2021)

## Riconoscimenti
- Grammy Award
  - 2013 – Candidatura come miglior collaborazione con un artista rap per Wild Ones (con Flo Rida)
  - 2015 – Candidatura come registrazione dell'anno per Chandelier
  - 2015 – Candidatura come canzone dell'anno per Chandelier
  - 2015 – Candidatura come miglior interpretazione pop solista per Chandelier
  - 2015 – Candidatura come miglior video musicale per Chandelier
  - 2017 – Candidatura come miglior album pop vocale per This is Acting
  - 2017 – Candidatura come miglior performance in duo o di gruppo per Cheap Thrills[251]
  - 2017 – Candidatura come miglior canzone scritta per media visuali per Try Everything
  - 2018 – Candidatura come miglior canzone scritta per media visuali pe Never Give Up
- Billboard Music Awards
  - 2013 – Candidatura come miglior canzone dance per Titanium (con David Guetta)
  - 2013 – Candidatura come miglior canzone EDM per Titanium (con David Guetta)
  - 2013 – Candidatura come miglior canzone rap per Wild Ones (con Flo Rida)
  - 2017 – Candidatura come miglior artista femminile
  - 2017 – Candidatura come miglior canzone per radio per Cheap Thrills (con Sean Paul)
  - 2017 – Candidatura come miglior collaborazione per Cheap Thrills (con Sean Paul)[252]
- Brit Awards
  - 2015 – Candidatura come artista solista femminile internazionale[253]
  - 2017 – Candidatura come artista solista femminile internazionale[254]
- iHeart Radio Music Festival
  - 2017 – Candidatura come miglior arista femminile
  - 2017 – Candidatura come miglior canzone per Cheap Thrills
  - 2017 – Candidatura come miglior testo per Cheap Thrills
  - 2017 – Candidatura come miglior collaborazione per Cheap Thrills[255]
- Teen Choice Awards
  - 2012 – Candidatura come miglior brano R&B/Hip-Hop per Wild Ones (con Flo Rida)
  - 2016 – Candidatura come miglior party song per Cheap Thrills (con Sean Paul)[256]
- E! People's Choice Awards
  - 2015 – Candidatura come artista femminile preferita
  - 2015 – Candidatura come artista pop preferito[257]
  - 2017 – Candidatura come artista pop preferito[258]
- Echo
  - 2017 – Candidatura come singolo dell'anno per Cheap Thrills
  - 2017 – Miglior artista internazionale femminile[259]
- GLAAD Media Awards
  - 2017 – Candidatura come miglior cantante per This is Acting[260]
- Global Awards
  - 2018 – Candidatura come miglior artista femminile
  - 2018 – Candidatura come miglior Most Appeal Award[261]
  - 2019 – Candidatura come miglior Most Appeal Award
- APRA Music Awards
  - 2002 – Candidatura come miglior cantautrice emergente
  - 2011 – Candidatura come canzone dell'anno per Clap Your Hands
  - 2012 – Candidatura come canzone dance dell'anno per Titanium (con David Guetta)
  - 2013 – Cantautrice dell'anno
  - 2013 – Candidatura come canzone pop dell'anno per Diamonds
  - 2013 – Canzone urban dell'anno per I Love It (con Hilltop Hoods)
  - 2013 – Candidatura come canzone australiana più ascoltata per I Love It (con Hilltop Hoods)
  - 2014 – Cantautrice dell'anno
  - 2015 – Cantautrice dell'anno
  - 2015 – Candidatura come canzone australiana più ascoltata per Chandelier
  - 2015 – Candidatura come canzone pop dell'anno per Chandelier
  - 2015 – Canzone dell'anno per Chandelier
  - 2016 – Canzone australiana più ascoltata per Chandelier
  - 2016 – Candidatura come canzone pop dell'anno per Elastic Heart
  - 2016 – Candidatura come canzone pop dell'anno per Flashlight
  - 2016 – Candidatura come canzone australiana più ascoltata per Elastic Heart
  - 2016 – Candidatura come canzone australiana più ascoltata per Flashlight
  - 2017 – Candidatura come canzone pop dell'anno per Cheap Thrills
  - 2017 – Canzone pop dell'anno per Cheap Thrills
  - 2017 – Candidatura come canzone pop dell'anno per Alive
  - 2017 – Candidatura come canzone australiana più ascoltata per Cheap Thrills[262]
  - 2018 – Canzone australiana più ascoltata per Cheap Thrills
  - 2019 – Candidatura come canzone dance dell'anno per Flames (con David Guetta)
  - 2019 – Canzone australiana più ascoltata per Cheap Thrills
  - 2020 – Canzone australiana più ascoltata per Cheap Thrills

- ARIA Music Awards
  - 2009 – Miglior Music DVD per TV Is My Parent
  - 2009 – Candidatura come miglior album di un'artista emergente per Some People Have Real Problems
  - 2010 – Miglior pubblicazione indipendente per We Are Born
  - 2010 – Miglior pubblicazione pop per We Are Born
  - 2010 – Candidatura come album dell'anno per We Are Born
  - 2010 – Candidatura come miglior artista femminile per We Are Born
  - 2010 – Miglior video per Clap Your Hands
  - 2010 – Candidatura come singolo dell'anno per Clap Your Hands
  - 2012 – Candidatura come canzone dell'anno per I Love It (con Hilltop Hoods)
  - 2014 – Album dell'anno per 1000 Forms of Fear
  - 2014 – Miglior pubblicazione pop per 1000 Forms of Fear
  - 2014 – Miglior artista femminile per 1000 Forms of Fear
  - 2014 – Candidatura come migliore copertina per1000 Forms of Fear
  - 2010 – Miglior video per Chandelier
  - 2010 – Candidatura come canzone dell'anno per Chandelier
  - 2015 – Candidatura come miglior artista femminile per Elastic Heart
  - 2015 – Candidatura come miglior pubblicazione pop per Elastic Heart
  - 2015 – Candidatura come canzone dell'anno per Elastic Heart
  - 2016 – Miglior artista femminile per This Is Acting
  - 2016 – Candidatura come album dell'anno per This Is Acting
  - 2016 – Candidatura come miglior pubblicazione pop per This Is Acting
  - 2016 – Candidatura come miglior pubblicazione indipendente per This Is Acting
  - 2016 – Candidatura come canzone dell'anno per Cheap Thrills
  - 2016 – Candidatura come miglior video per Cheap Thrills
  - 2017 – Miglior artista femminile per The Greatest
  - 2017 – Candidatura come miglior pubblicazione pop per The Greatest
  - 2017 – Candidatura come miglior pubblicazione indipendente per The Greatest
  - 2017 – Candidatura come miglior video per The Greatest
  - 2017 – Candidatura come canzone dell'anno per The Greatest
  - 2018 – Candidatura come miglior artista femminile per Flames
  - 2020 – Candidatura come miglior artista femminile per Together
  - 2020 – Candidatura come miglior pubblicazione pop per Together
- MTV Video Music Awards
  - 2014 – Miglior coreografia per Chandelier
  - 2014 – Candidatura come video dell'anno per Chandelier
  - 2015 – Candidatura come miglior video di un'artista femminile per Elastic Heart
  - 2016 – Candidatura come miglior video di un'artista femminile per Cheap Thrills
  - 2016 – Candidatura come canzone dell'estate per Cheap Thrills[263]
- MTV Italia Awards
  - 2015 – Candidatura come miglior video per Chandelier
  - 2015 – Candidatura come MTV Awards Star
  - 2017 – Candidatura come artista femminile internazionale
  - 2017 – Candidatura come Artist Saga Awards
- MTV Europe Music Awards
  - 2014 – Candidatura come miglior canzone per Chandelier
  - 2014 – Candidatura come artista australiana
  - 2015 – Candidatura come miglior video per Elastic Heart[264]
  - 2015 – Candidatura come artista australiana
  - 2016 – Candidatura come artista femminile
  - 2016 – Candidatura come miglior look[265]
- MTV Video Music Awards Japan
  - 2014 – Candidatura come miglior al miglior video di un'artista femminile per Chandelier
  - 2016 – Candidatura come miglior al miglior video di un'artista femminile per Cheap Thrills
  - 2016 – Candidatura come miglior coreografia per Alive[266]
- NME Awards
  - 2017 – Candidatura come miglior artista femminile[267]
- UK Music Video Awards
  - 2014 – Miglior video internazionale pop per Chandelier[268]
  - 2014 – Candidatura come miglior video internazionale pop per Elastic Heart
- Juno Award
  - 2017 – Candidatura come album internazionale dell'anno per This is Acting[269]
- NRJ Music Awards
  - 2014 – Artista femminile internazionale dell'anno
  - 2014 – Candidatura come canzone internazionale dell'anno per Chandelier
  - 2016 – Artista femminile internazionale dell'anno
  - 2016 – Candidatura come canzone internazionale dell'anno per Cheap Thrills
  - 2016 – Candidatura come collaborazione internazionale dell'anno per Cheap Thrills
- World Music Awards
  - 2014 – Candidatura come miglior artista femminile
  - 2014 – Candidatura come miglior esibizione dal vivo
  - 2014 – Candidatura come miglior canzone per Titanium
  - 2014 – Candidatura come miglior video per Titanium
- YouTube Music Awards
  - 2015 – Top 50 Artist to Watch[270]